# História Eclesiástica (Evágrio Escolástico)
História Eclesiástica é a única obra do historiador eclesiástico Evágrio Escolástico que chegou até nossos dias. Composta de seis livros, é uma historiografia arguta acerca do período que se estende desde o início da controvérsia nestoriana, em 428, ou seja, alguns anos antes do primeiro concílio de Éfeso (431), até a morte do empregador de Evágrio, o Patriarca Gregório I de Antioquia, em 593

## A obra
Alguns historiadores medievais, principalmente Pauline Allen, reconhecem prontamente que o ponto de vista calcedoniano de Evágrio influenciou sua seleção de informações, de maneira a defender os agentes políticos calcedonianos contra uma reputação negativa:p. 476. Whitby, porém, enfatiza a aceitação legal do acadêmico e a inclusão de informações escritas por outros historiadores que adotavam posições contrárias, quando ele argumentou que os seus relatos era confiáveis :xl. Por exemplo, Evágrio se apoiou fortemente no estudo textual da história bizantina de Zacarias Retórico mesmo ele sabendo que ele era um monofisista, omitindo ocasionalmente algumas pequenas facetas de sua obra que explicitamente promoviam sua teologia, mas considerando a grande maioria do texto como sendo confiável mesmo assim. Allen também afirma que Evágrio se utilizou da obra de Zacarias especificamente por que era o único relato histórico completo dos eventos que ocorreram no tempo de Teodoreto até sua própria época. Infelizmente, porém, os manuscritos originais de Zacarias se perderam:p. 488.
Evágrio é muito menos crítico de Justiniano e Teodora, o imperador bizantino e sua esposa, quando comparado com Procópio, que acreditava que os dois eram demônios encarnados. Por conta de afiliações regionais, Evágrio mostra o imperador sob uma luz muito mais simpática, elogiando sua moderação na aplicação da justiça e o seu comedimento em perseguir, ao mesmo tempo que criticava suas heresias e demonstrações exageradas de riqueza. A ambivalência de Evágrio com o reino de Justiniano é especialmente evidente quando ele descreve-o como sendo um homem virtuoso, ainda que indesculpavelmente cego para a derrota iminente de sua guerra auto-proclamada com a Pérsia. Chesnut também comento sobre o quão tarde o historiador e acadêmico romano incorporou sua "História Eclesiástica" com um estilo dramático, se utilizando de temas típicos das tragédias gregas clássicas para caracterizar a vida de Justiniano, principalmente sua sorte flutuante:p. 218-219
Evágrio especificamente trabalha se utilizando de documentos escritos por Zacarias, Simeão Estilita, o Antigo, Eustácio de Epifânia, João Malalas, Zósimo e Procópio de Cesareia. :xxii-xxx
A "História Eclesiástica" é considerado um relato importante e relativamente seguro dos eventos que ela conta, pois Evágrio cita explicitamente o material que utiliza. Ele organizou meticulosamente a informação obtida de outras fontes históricas para conseguir validar o seu relato de maneira mais efetiva do que os outros historiadores de seu tempo, diminuindo assim a confusão para os futuros historiadores que se interessaram em estudar sua obra.:xxiii Porém, os historiadores reconhecem que há sérios erros de lógica inerentes à obra de Evágrio, o que é comum para a sua época, principalmente a cronologia problemática e as inexplicáveis lacunas sobre eventos claramente importantes, como grandes guerras e outros eventos seculares.:liii